# Złoty Kodeks z St. Emmeram

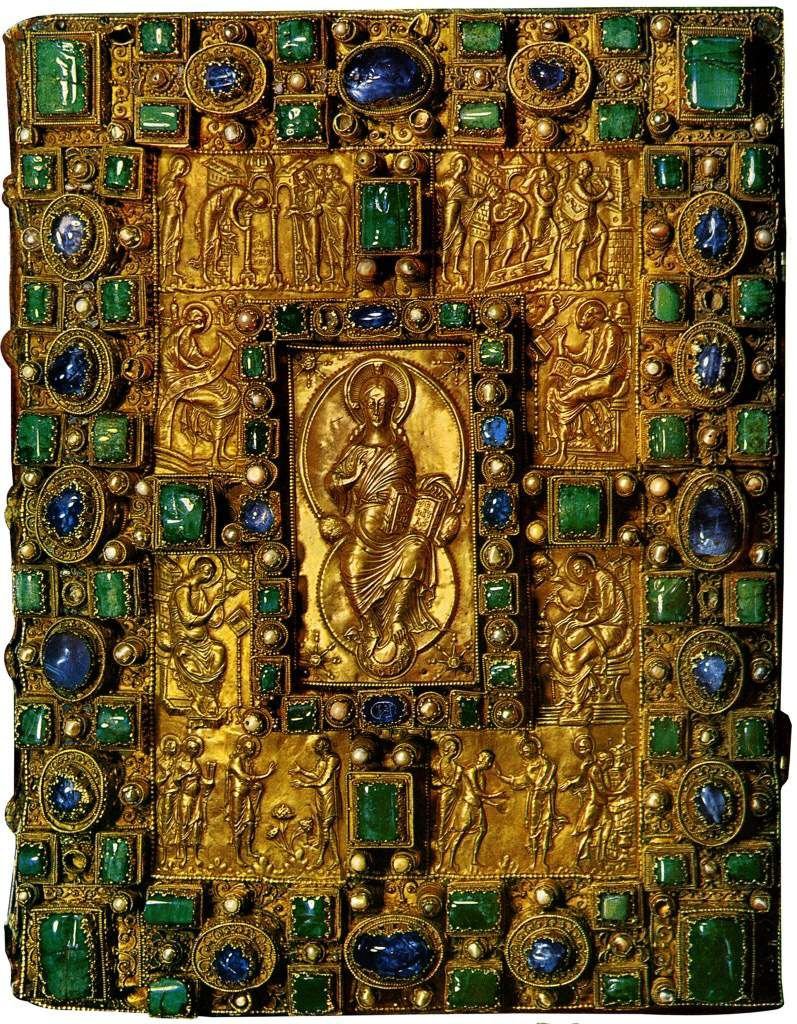
Oprawa księgi

Złoty Kodeks z St. Emmeram – iluminowany łaciński ewangeliarz z IX wieku. Znajduje się w zbiorach Bayerische Staatsbibliothek w Monachium (sygnatura Clm 14000).
Liczący 126 pergaminowych kart in folio manuskrypt ma wymiary 420×330 mm i pisany jest złotą uncjałą w dwóch kolumnach. Powstał w kręgu karolińskiej sztuki dworskiej, dokładne miejsce jego powstania nie jest jednak znane. Zgodnie z informacją podaną w kolofonie, księgę wykonali w 870 roku skrybowie Beringar i Liuthard. Ewangeliarz został sporządzony dla króla Karola Łysego, którego portret umieszczono na karcie 5v. Władca przedstawiony jest na tronie, błogosławiony z nieba ręką Boga. Otacza go dwóch aniołów, dwóch zbrojnych mężczyzn oraz dwie alegoryczne postaci kobiece z rogami obfitości, symbolizujące Francię i Gothię. Cała księga zdobiona jest cyklem bogatych miniatur, na których przedstawiono m.in. Adorację Baranka, Chrystusa w chwale i wizerunki czterech ewangelistów. Iluminacje ewangeliarza wywarły wpływ na twórczość okresu ottońskiego, wzorowane są na nich szczególnie miniatury w Sakramentarzu Henryka II.
Księga zachowała się w oryginalnej oprawie, wykonanej z drewna pokrytego złotem, bogato wysadzanej perłami i kamieniami szlachetnymi. W centralnej części przedstawiono wizerunek tronującego Chrystusa, umieszczony w wykonanej z kamieni szlachetnych ramce o kształcie krzyża. Otaczają go reliefy przedstawiające czterech ewangelistów oraz cztery sceny ewangeliczne: kobieta cudzołożna, wypędzenie przekupniów ze Świątyni, uzdrowienie ślepca i uzdrowienie trędowatego.
Zgodnie ze źródłami XI-wiecznymi kodeks był własnością króla wschodniofrankijskiego Arnulfa z Karyntii, który w 893 roku podarował go klasztorowi św. Emmerama w Ratyzbonie. Pod koniec X wieku manuskrypt został odrestaurowany na polecenie opata Ramwolda, którego uwieczniono na pierwotnie pustej karcie 1v. Po sekularyzacji klasztoru księga trafiła w 1811 roku do zbiorów Bayerische Staatsbibliothek.

## Galeria

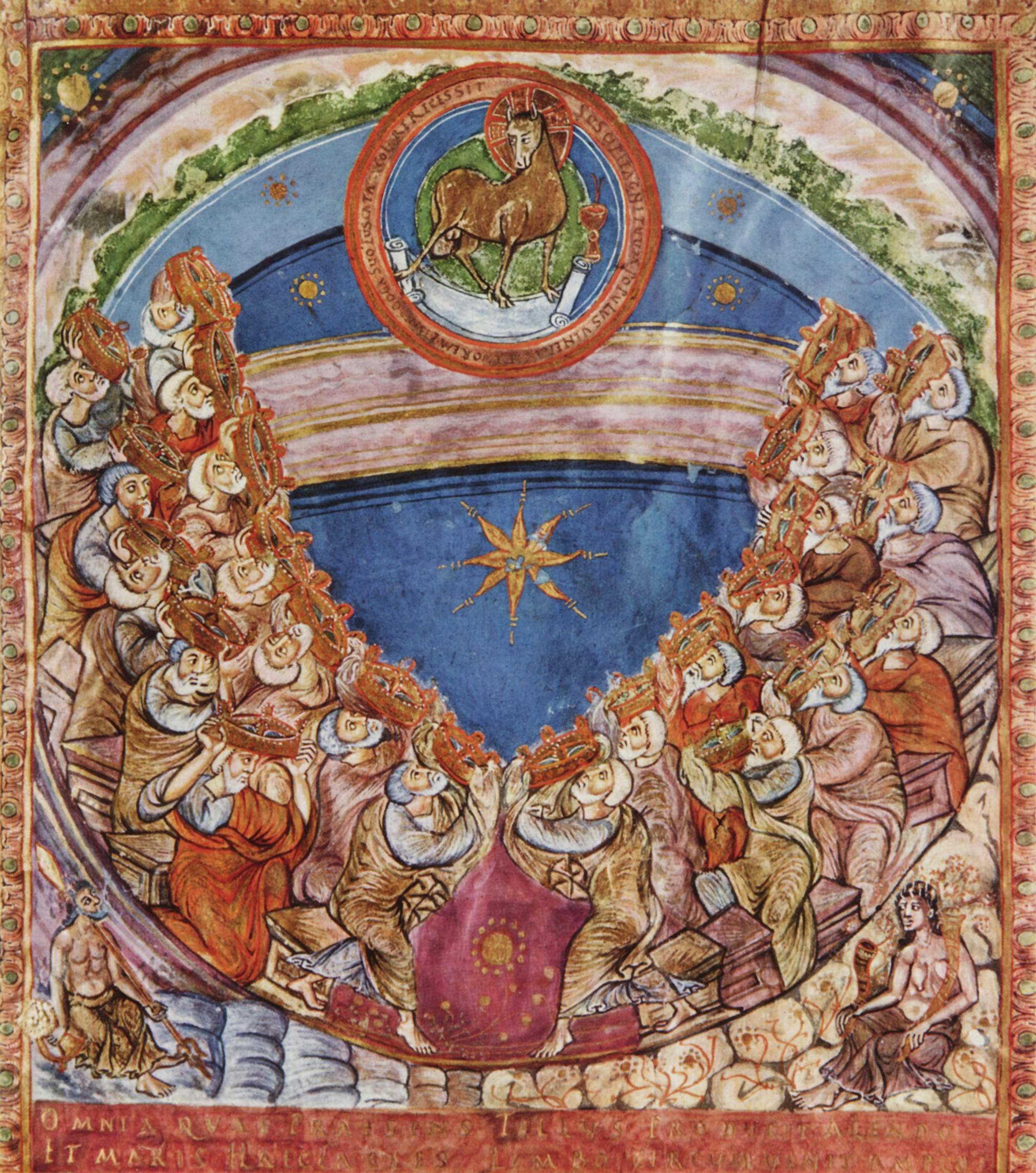
Adoracja Baranka
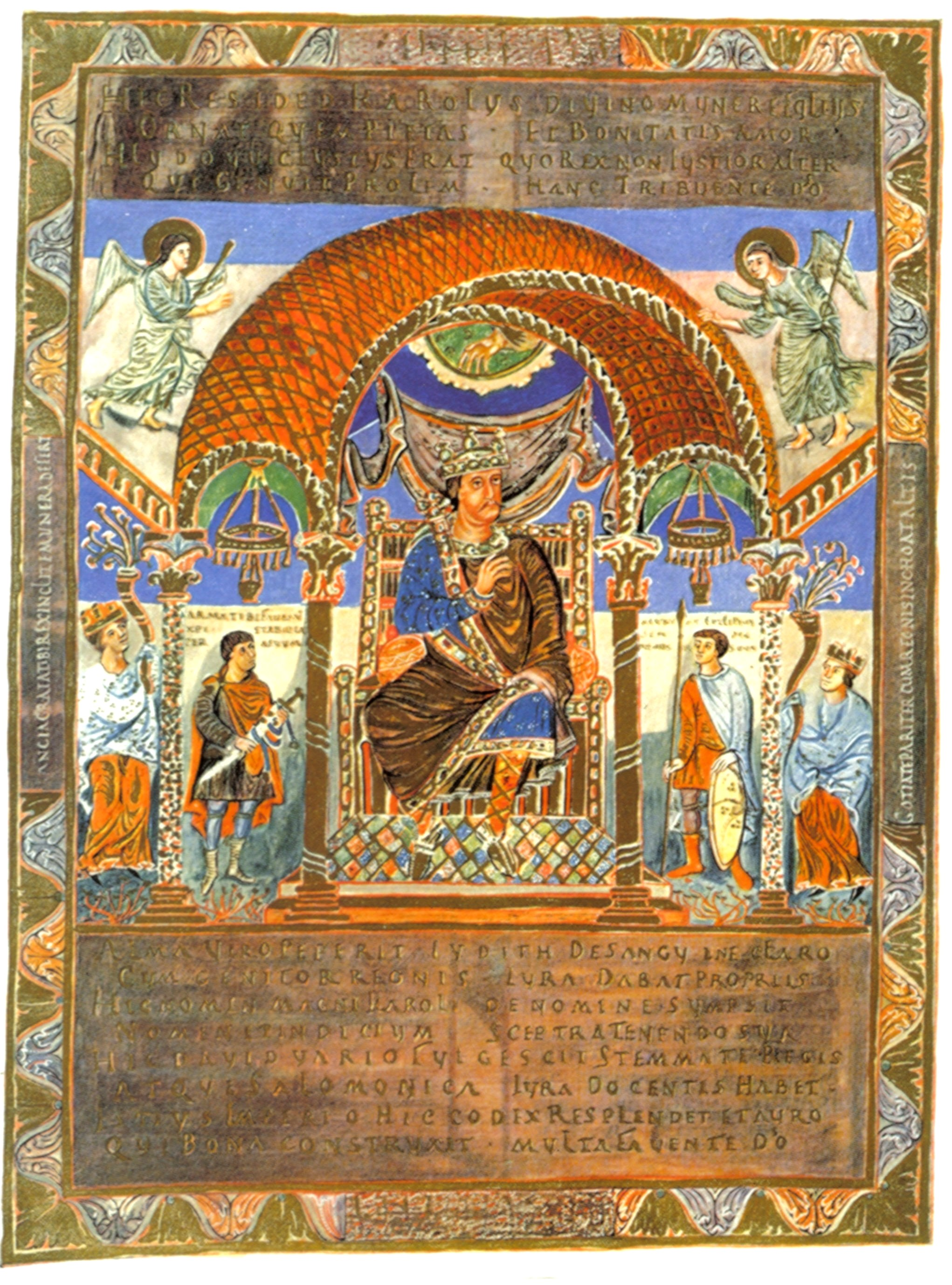
Portret Karola Łysego
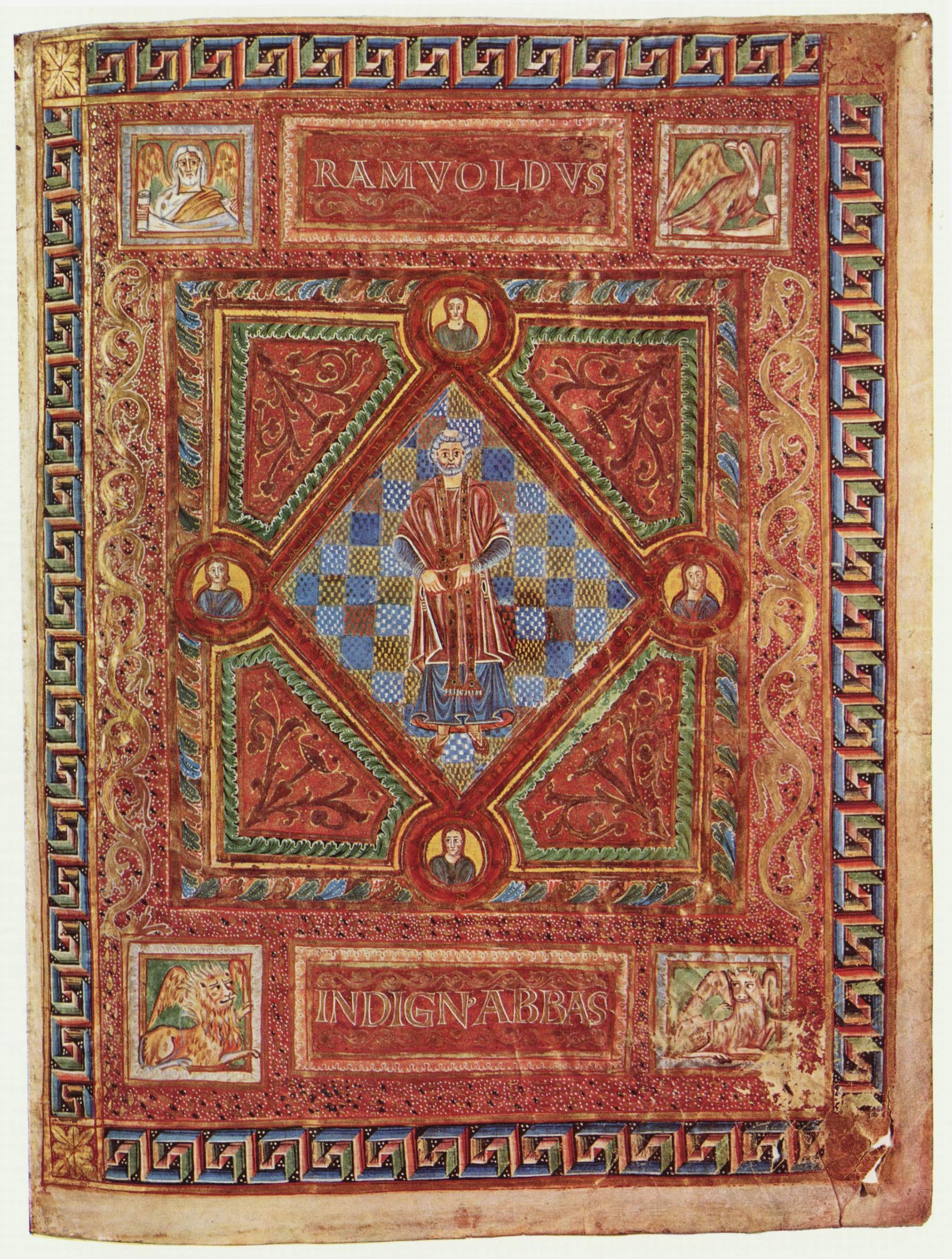
Portret opata Ramwolda